# Calephorus
Calephorus is een geslacht van rechtvleugeligen uit de familie veldsprinkhanen (Acrididae). De wetenschappelijke naam van dit geslacht is voor het eerst geldig gepubliceerd in 1853 door Fieber.

## Soorten
Het geslacht Calephorus omvat de volgende soorten:
- Calephorus compressicornis Latreille, 1804
- Calephorus ornatus Walker, 1870
- Calephorus vitalisi Bolívar, 1914